# العلاقات النيجرية الغانية
العلاقات النيجرية الغانية هي العلاقات الثنائية التي تجمع بين النيجر وغانا.

## مقارنة بين البلدين
هذه مقارنة عامة ومرجعية للدولتين:
| وجه المقارنة                                              | النيجر          | غانا         |
| --------------------------------------------------------- | --------------- | ------------ |
| المساحة (كم2)                                             | 1.27 مليون      | 238.53 ألف   |
| عدد السكان (نسمة)                                         | 21.48 مليون     | 26.91 مليون  |
| الكثافة السكانية (ن./كم²)                                 | 16.91           | 112.82       |
| العاصمة                                                   | نيامي           | أكرا         |
| اللغة الرسمية                                             | لغة فرنسية      | لغة إنجليزية |
| العملة                                                    | فرنك غرب أفريقي | سيدي غاني    |
| الناتج المحلي الإجمالي (بليون دولار)                      | 8.12 مليار      | 47.33 مليار  |
| الناتج المحلي الإجمالي (تعادل القوة الشرائية) بليون دولار | 19.01 مليار     | 115.41 مليار |
| الناتج المحلي الإجمالي الاسمي للفرد دولار أمريكي          | 358             | 1.37 ألف     |
| الناتج المحلي الإجمالي للفرد دولار أمريكي                 | 938             | 4.08 ألف     |
| مؤشر التنمية البشرية                                      | 0.348           | 0.579        |
| رمز المكالمات الدولي                                      | +227            | +233         |
| رمز الإنترنت                                              | .ne             | .gh          |
| المنطقة الزمنية                                           | ت ع م+01:00     | 00           |

## مدن متوأمة
في ما يلي قائمة باتفاقيات التوأمة بين مدن نيجرية وغانية:
- ترتبط نيامي مع تامالي باتفاقية توأمة.

## منظمات دولية مشتركة
يشترك البلدان في عضوية مجموعة من المنظمات الدولية، منها:
| علم المنظمة | اسم المنظمة                                 | تاريخ انضمام النيجر | تاريخ انضمام غانا |
| ----------- | ------------------------------------------- | ------------------- | ----------------- |
|             | وكالة ضمان الاستثمار متعدد الأطراف          | 10 مايو 2012        | 29 أبريل 1988     |
|             | الأمم المتحدة                               | 20 سبتمبر 1960      | 8 مارس 1957       |
|             | الفريق المعني برصد الأرض                    | ?                   | ?                 |
|             | منظمة حظر الأسلحة الكيميائية                | ?                   | ?                 |
|             | منظمة التجارة العالمية                      | ?                   | ?                 |
|             | منظمة الشرطة الجنائية الدولية               | ?                   | ?                 |
|             | الاتحاد الأفريقي                            | ?                   | ?                 |
|             | البنك الإفريقي للتنمية                      | ?                   | ?                 |
|             | مؤسسة التنمية الدولية                       | 24 أبريل 1963       | 29 ديسمبر 1960    |
|             | يونسكو                                      | 10 نوفمبر 1960      | 11 أبريل 1958     |
|             | مجموعة دول أفريقيا والكاريبي والمحيط الهادئ | ?                   | ?                 |
|             | الاتحاد البريدي العالمي                     | ?                   | ?                 |
|             | البنك الدولي للإنشاء والتعمير               | 24 أبريل 1963       | 20 سبتمبر 1957    |
|             | الاتحاد الدولي للاتصالات                    | 14 نوفمبر 1960      | 17 مايو 1957      |
|             | مؤسسة التمويل الدولية                       | 7 يناير 1980        | 3 أبريل 1958      |
|             | المركز الدولي لتسوية المنازعات الاستشارية   | 14 ديسمبر 1966      | 14 أكتوبر 1966    |

## وصلات خارجية
- موقع وزارة الخارجية الغانية